# Matty Chiva
Pour les articles homonymes, voir Chiva (homonymie).
Mordehai Chiva dit Matty Chiva, né le 3 novembre 1934 à Iași en Roumanie et mort le 8 avril 2003 à  Paris 13e, est un psychologue d'origine roumaine. 

## Biographie
Matei Chiva naît le 3 novembre 1934 dans une famille de la bourgeoisie juive de Roumanie. Durant la Seconde Guerre mondiale, alors que la Roumanie est dirigée par un régime fasciste, xénophobe et antisémite, Matei est le témoin terrorisé, les 28 et 30 juin 1941, à l'âge de 7 ans, du pogrom de Iași. Son adolescence est ensuite marquée par un autre totalitarisme violent : le régime communiste de Roumanie. Sa famille parvient à quitter ce pays en 1952 pour Israël. En 1958, il s'installe à Paris où son frère, l'ethnologue Isac Chiva, l'accueille, et y termine des études en psychologie, commencé en cours du soir (sa formation initiale est en mécanique),.
Remarqué par René Zazzo, Matty intègre l'hôpital Henri Rousselle, à Paris, et y acquiert une expérience de la psychologie clinique de l'enfant. Il commence également une carrière de chercheur au CNRS. Sa thèse d’État est publiée sous le titre Le Doux et l'amer en 1985.
Docteur en psychologie et docteur ès lettres, il travaille sur le goût, l'odorat et le toucher, ainsi que l'expression des émotions. Il participe à la fondation de l'Institut français du goût, dont il est pendant vingt ans vice-président,,. Il étudie également le handicap mental et ses causes, et s'intéresse aux interactions entre biologie et culture.
Il est professeur de psychologie à l'université Paris-Nanterre, où il dirige, jusqu'en septembre 1999, le département de psychologie de l'enfant.
Le prix Matty Chiva, créé par l'Institut Danone, « récompense des actions pédagogiques de terrain ayant pour objectif d'éveiller et de sensibiliser l'enfant au goût et à l'alimentation ».
Matty Chiva meurt le 8 avril 2003 à Paris 13e,.

## Publications
- « Comment la personne se construit en mangeant », Communications, 1979, no 31, p. 107-118, [lire en ligne]
- Le Doux et l'Amer : Sensation gustative, Émotion et Communication chez le jeune enfant, 1er juin 1985 PUF.
- Débiles normaux, débiles pathologiques -  collection Actualités pédagogiques et psychologiques , ed . Delachaux et Niestlé , Neuchâtel , 1973 , 226 pages
- Food Selection : From Genes to Culture with Harvey Anderson John Blundell Matty Chiva, Danone Institute,  (ISBN 2909050068)
- « Le goût, un apprentissage », Autrement, 1992 , no 129.
- « La pensée en construction », Autrement, 1994, no 149, 51-61.
- « Le mangeur et le mangé : la subtile complexité », in Giachetti Ismène, Identités des mangeurs, images des aliments, Polytechnica, 1996, 11-30.
- « Les risques alimentaires : approches culturelles ou dimensions universelles ? » in Apfelbaum M., dir., 1998, Risques et peurs alimentaires, Paris, O.  Jacob.